# Leylah Annie Fernandez
Leylah Annie Fernandez (født 6. september 2002 i Laval) er en canadisk professionel tennisspiller. Hun spiller på ITF Women's Circuit hvor hun endnu ikke har vundet en titel.
På ITF World Tennis Tour Juniors har hun vundet flere turneringer. 4. marts 2018 vandt hun over danske Clara Tauson, da hun med 6-3, 7-6 vandt finalen i Grade A-turneringen Campeonato Internacional Juvenil de Tenis de Porto Alegre i brasilianske Porto Alegre.
I 2018 fik hun et wildcard til sæsonfinalen ITF Junior Masters.